# Expeditieknooppunt (Groningen)

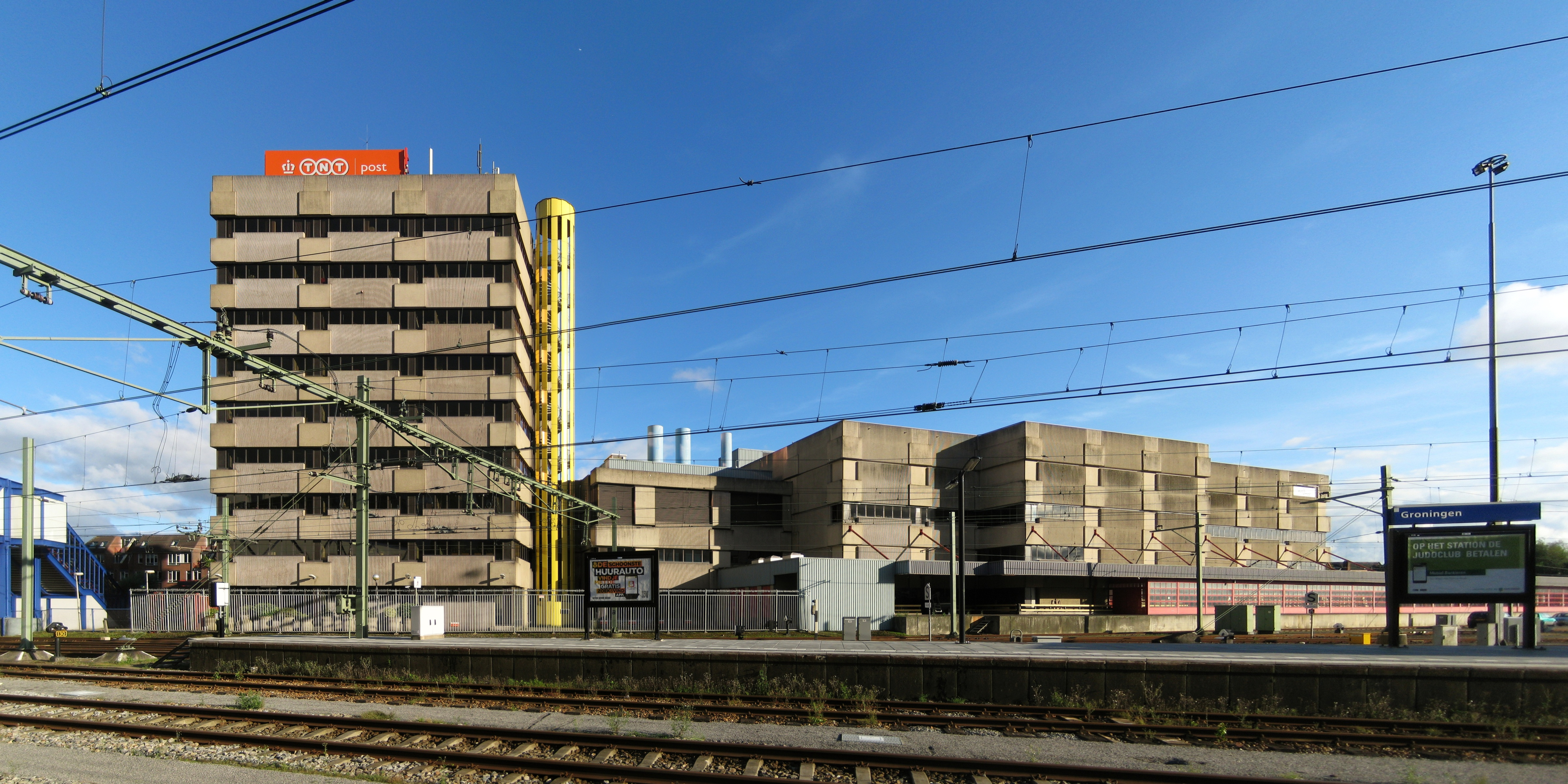
Het EKP gezien vanaf het station met rechts het voormalige perron (2012).

Het Expeditieknooppunt Groningen of kortweg EKP Groningen was een van de expeditieknooppunten die in de jaren 1970 en 1980 werd opgezet door het Nederlandse postbedrijf PTT. Het bevond zich ten zuiden van het hoofdstation aan de Achterweg in de Rivierenbuurt van de Nederlandse stad Groningen. Aparte posttreinen laadden hier via een apart perron de post over voor het postdistrict Groningen (de provincie Groningen en Drenthe tot aan Hoogeveen), die in het gebouw werd gesorteerd voor verdere verzending.

## Geschiedenis

### Bouw
De bouw van het expeditieknooppunt was onderdeel van een nieuwe distributiestrategie van de PTT waarbij de post niet langer per passagierstreinen, maar met aparte posttreinen zou worden gaan vervoerd via het Sternet vanuit Utrecht. Daarbij werd begin jaren 1970 besloten tot het concentreren van de sorteerinrichtingen. Van 48 kantoren moesten deze terug naar 12. Dit getal had te maken met het feit dat er al 12 postdistricten bestonden, waarvan Groningen er een van was. Daarbij werd wel een norm gebruikt van 100.000 stukken losse post, maar de druk op het staatsbedrijf en de politiek vanuit de districthoofden om in elk geval elk district van een sorteercentrum te voorzien was belangrijker bij deze keuze.
De vestiging van de PTT aan de Achterweg ging niet zonder slag of stoot. De PTT was als destijds grootste werkgever van Nederland naar het noorden gehaald in het kader van het ingezette regeringsbeleid rond de Spreiding van Rijksdiensten. Begin jaren 1970 had de PTT nog het plan om een van de landelijke geplande expeditieknooppunten te plaatsen op het beschikbare terrein aan de Zaanstraat, naast het Emmaviaduct. Een andere optie was geweest om het EKP in Zwolle te plaatsen. Met het beschikbaar komen van een terrein in de Davidstraatbuurt veranderden de gedachten hierover. In het Bestemmingsplan Davidstraat e.o. uit 1972 werd deze hele buurt aangewezen als bedrijventerrein en werd een nieuwe zuidelijke stationsingang voorzien. De PTT zou hier een brede invalsweg krijgen en een aantal grote parkeerterreinen om de ambtenaren te kunnen huisvesten. In 1973 werd daarom besloten om het geplande expeditieknooppunt hier te vestigen.
Voor het gebouw en de bijbehorende ontsluitingsweg moesten veel bestaande woningen aan de Achterweg en een huizenblok aan de Parkweg wijken. Tussen 1976 en 1978 werd daarop het complex gebouwd. De kosten bedroegen ongeveer 40 miljoen gulden. 

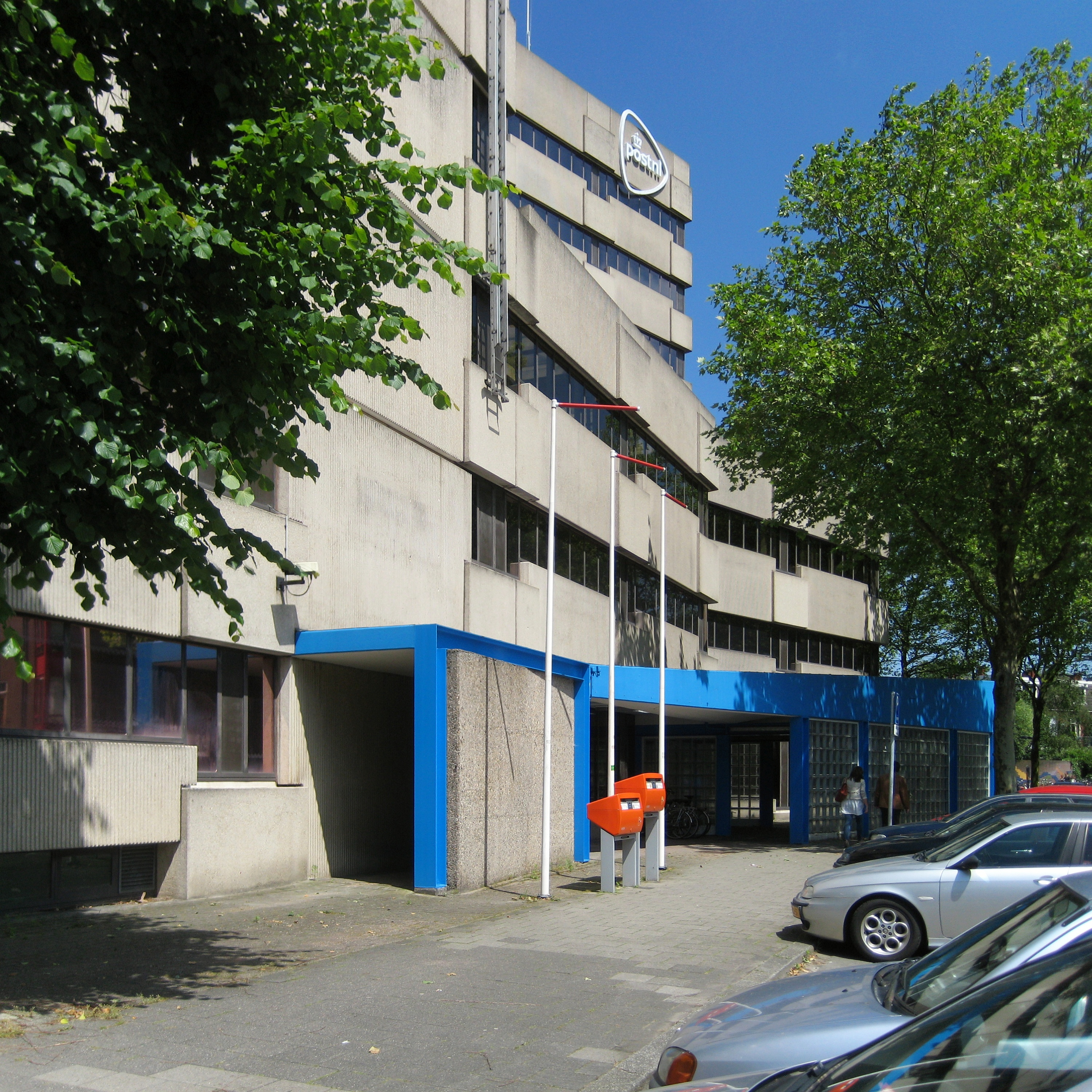
De ingang van het postkantoor (2014)

Het EKP werd ontworpen in een modernistische trant door het Arnhemse architectenbureau Wiegerinck als een gesamtkunstwerk in de trend van De Stijl van Bob Bonies. Het bestond uit een vleugel van deels 3 en deels 4 verdiepingen met een toren van 9 verdiepingen. In het westelijke deel van de vleugel (4 verdiepingen) werden het postoverslagbedrijf, de posterijen van een deel van de stad Groningen en het geldkantoor ondergebracht. Dit sorteercentrum diende ter vervanging van het te kleine stationspostgebouw aan westzijde van het stationsgebouw van Groningen. In het oostelijke deel van de vleugel werden een deel van het bestaande Hoofdpostkantoor aan de Munnekeholm en de centrale kantine van het hele postdistrict Groningen gevestigd en in de toren werden de medewerkers van het postdistrict gehuisvest. Aan spoorzijde kwam een postperron voor de speciale posttreinen (type Motorpost), die hier 5 maal per etmaal hun post afleverden. In het pand werden ongeveer 600 medewerkers gehuisvest. 
In de naastgelegen afbraakbuurt was ondertussen echter een gevecht uitgebroken tussen de gemeente aan de ene kant en bewoners en krakers aan de andere kant, waarbij door de laatsten vanaf 1974 werd ingezet op het behoud van de woonfunctie van de buurt en vervolgens ook herbouw van de woningen. In 1976 besloot de gemeente tevens om ook de gemeentelijke sociale dienst (GSD) naar een terrein tussen de bestaande Achterweg en de nieuwe aan te leggen Achterweg te verplaatsen. Gevolg van al deze ontwikkelingen was dat de beoogde brede invalsweg, de parkeerterreinen, de grote stationsingang en eventuele latere uitbreidingen van de PTT in het gedrang kwamen. De PTT kreeg naar eigen zeggen echter steeds van de gemeente te horen dat de beoogde ontwikkelingen mogelijk bleven. In 1978 werd echter een nieuw bestemmingsplan opgesteld voor het stationsgebied, waarbij onder druk van de bewoners van de Davidstraatbuurt (vooral de Wijkraad Davidstraat) de parkeergelegenheid drastisch werd ingeperkt, de toegangsweg sterk werd versmald (van 22 naar 8 meter) en ook de uitbreidingsmogelijkheden sterk leken te worden verminderd. De PTT maakte daarom bezwaar tegen het bestemmingsplan en eiste dat de geplande woningbouw niet ten koste zou gaan van de beloofde faciliteiten. Uiteindelijk trok het bedrijf onder druk van de gemeentelijke en landelijke politiek en na diverse bewonersacties (waaronder een bezetting van het kantoor aan de Achterweg) echter aan het kortste eind: het bedrijf kreeg een 20-tal parkeerplaatsen en de nieuw aan te leggen ontsluitingsweg werd iets breder (de toen beloofde 14 meter brede weg werd uiteindelijk toch een stuk smaller). De PTT gaf aan dat als men dit geweten had, men het expeditieknooppunt meteen naar Zwolle zou hebben verplaatst.
De nieuwe Achterweg werd pas na de bouw in 1979 aangelegd vanaf de Davidstraat en Driehovenstraat met een haakse bocht via het EKP naar de Parkweg. De bestaande Achterweg werd omgevormd tot een looppad, dat na de realisatie van de traverse enkele jaren later als toegangspad naar het station zou gaan dienen. Voor de ontsluiting werden ook de Parkweg en de Rabenhauptstraat verbreed.
In 1981 werden de plannen voor het GSD vanwege de opgelopen kosten en het groeiende cliëntenbestand weer teruggetrokken door het gemeentebestuur. Er werd vervolgens in 1988 woningbouw gepleegd door woningcorporatie Patrimonium. Verdere uitbreidingsmogelijkheden werden onder protest van de PTT in 1983 beperkt met een nieuw bestemmingsplan.

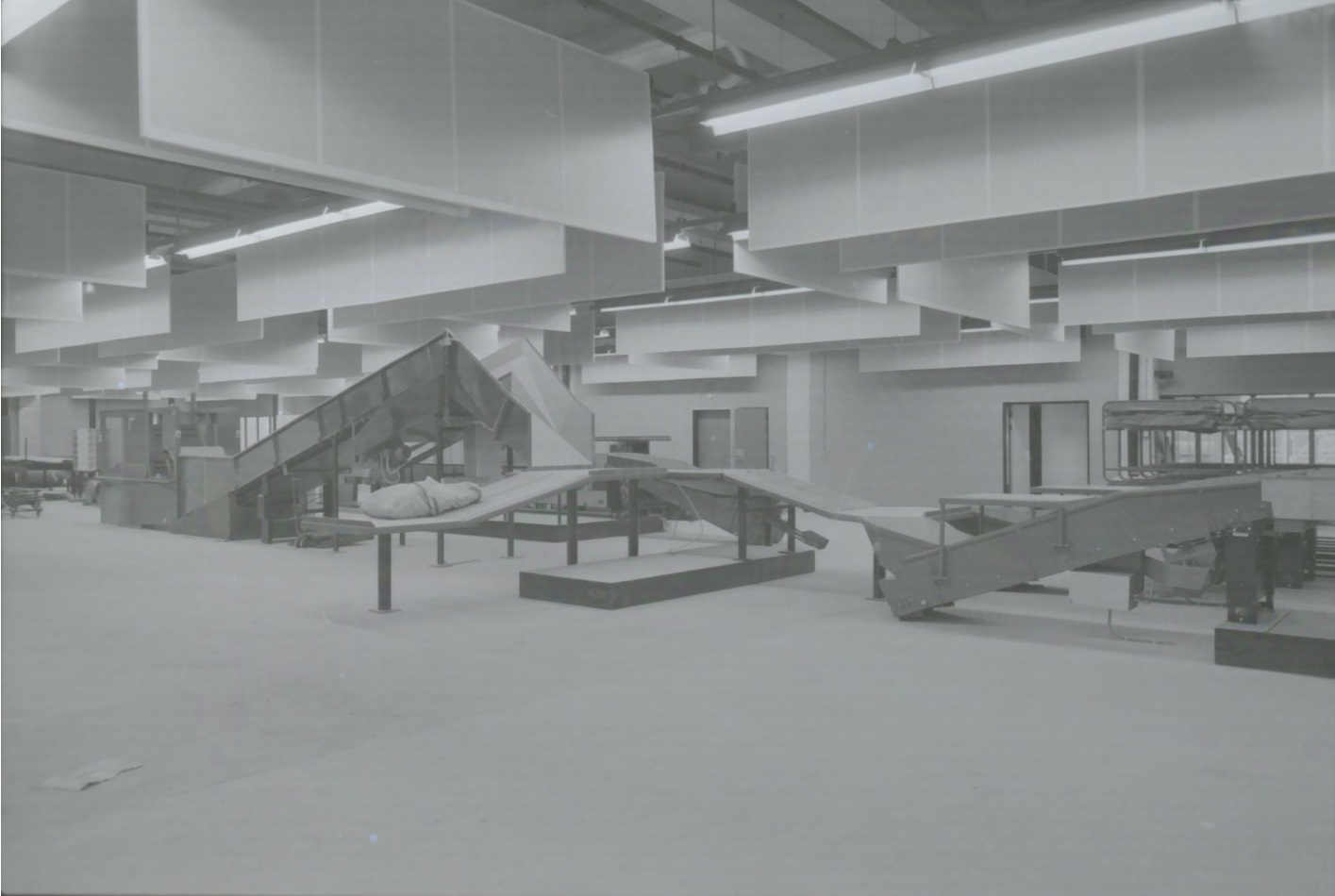
Een van de sorteerhallen vlak voor de opening (1978)
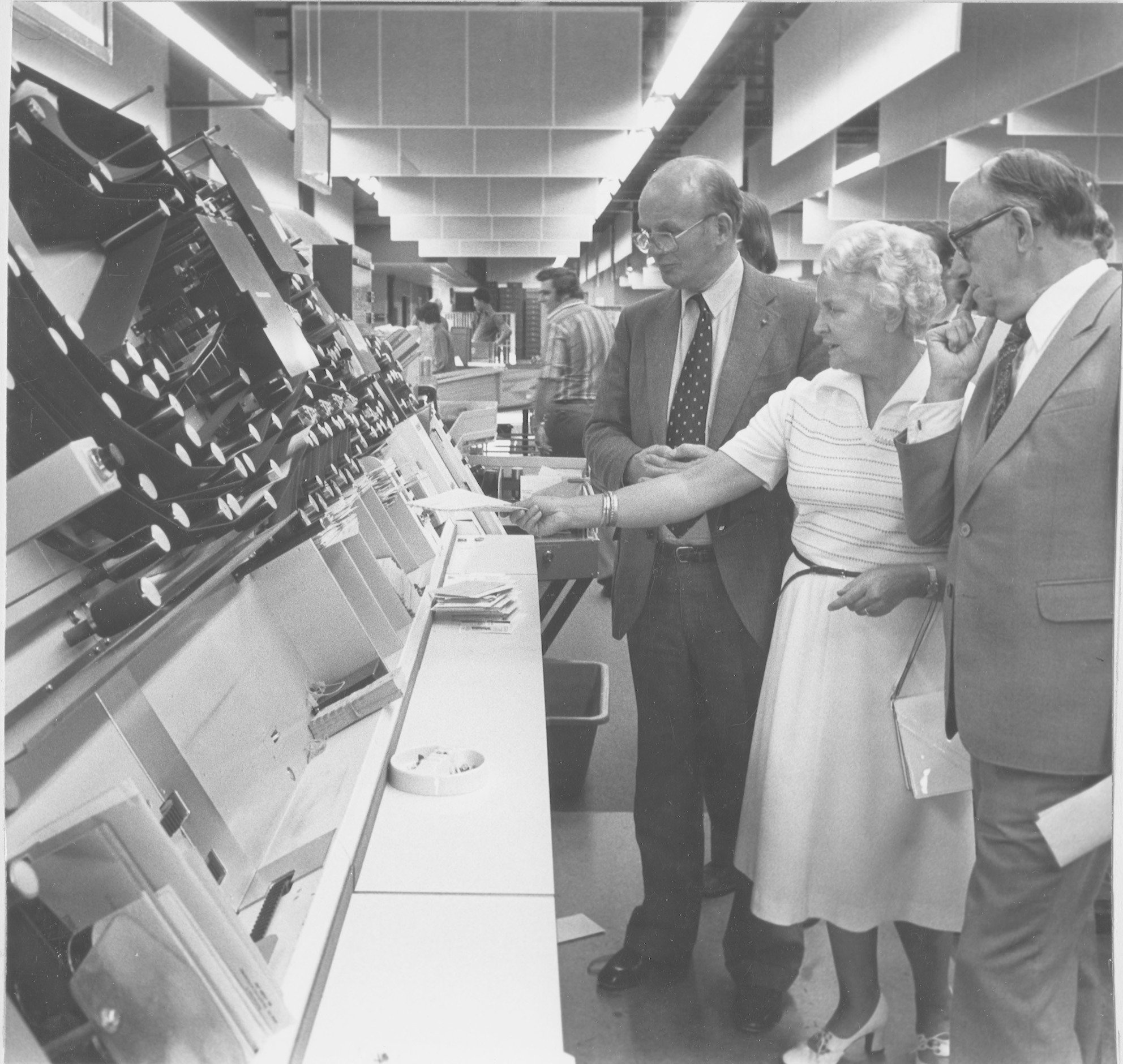
Burgemeester Harm Buiter en zijn vrouw brengen een bezoek aan het nieuwe EKP in Groningen. Directeur Meijering (rechts) legt de werking van de Japanse stempelmachine uit (1979)
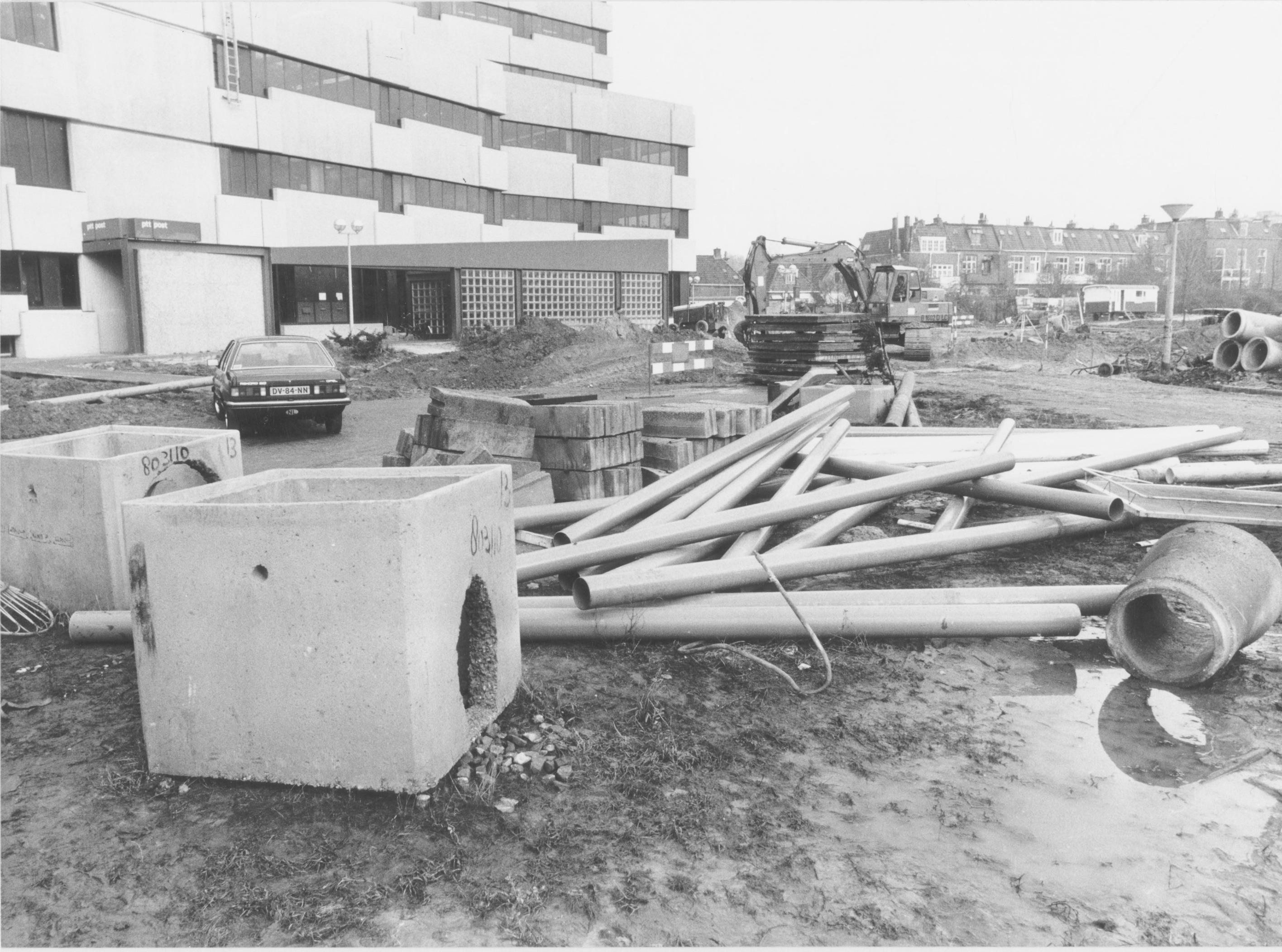
Aanleg van de nieuwe Achterweg voor het EKP in Groningen (1979)

### Overval in 1985
In 1985 vond een spectaculaire diefstal plaats bij het EKP, destijds de grootste overval van het noorden. Kort na de levering van een aantal geldcassettes voor de Postcheque- en Girodienst door Van Gend & Loos (voor verdere verspreiding over de geldkantoren in het postdistrict) wisten dieven het toegangshek te forceren met een vrachtwagen en het raam van het sorteercentrum met een bulldozer te vernielen om er vervolgens met 3,1 miljoen gulden (ca. 1,4 miljoen euro) aan contanten vandoor te gaan via de Papiermolentunnel. Na onderzoek werden drie verdachten uit Amsterdam opgepakt, die vervolgens veroordeeld werden tot enkele jaren celstraf: Abdelilah (Appie) G., Johannes (Freek) S.F. (hoofdverdachte) en Henk M.F.J. Van de gelden werd slechts 160.000 gulden teruggevonden. De rest zou zijn opgegaan aan gokken en drank. Uit angst om geliquideerd te worden, durfden de verdachten destijds niet de werkelijke namen achter de overval te noemen. Naar later bleek uit onderzoek van het CRI was de Amsterdamse Houtman-groep van Kees Houtman het brein achter de operatie. Ook Sam Klepper was hierbij betrokken. De overval toonde de grote kwetsbaarheid van het complex. De PTT stak vervolgens enkele tonnen in een betere beveiliging van het pand.

### Latere activiteiten en sloop
In de loop van de tijd werden een aantal automatiseringen doorgevoerd in het sorteercentrum. In 1997 werd het EKP echter alsnog gesloten in verband met verdere automatisering en centralisatie van de sorteeractiviteiten in Zwolle. Het perron sloot toen eveneens. Plannen om een dienst in bloemen op te zetten naar Hoofddorp werden niet uitgevoerd. In 2000 sloot ook het postkantoor. Eind jaren 1980 waren de ambtenaren van het postdistrict al naar een gebouw elders in de stad verhuisd. Hun plek werd opgevuld door verschillende andere postdiensten, zoals de afdeling vastgoed, de afdeling administratie (1995), het Shared Service Centrum (2000), het (post)rayon Groningen en de verzamelafdeling (Collect Club: bovenste verdieping). Vanaf 2010 verhuisden echter steeds meer diensten naar andere plaatsen of gebouwen. Tussen 2015 en 2017 trokken de laatste diensten van PostNL uit het pand. 
De lege plekken werden opgevuld door een broedplaats voor startende bedrijven onder de naam 'Big Building'.
In 2018 wist de gemeente echter een overeenkomst te sluiten met PostNL voor de overname van het pand. Het pand werd vervolgens eind 2018 gesloopt om de aanleg van een bustunnel onder het spoor door mogelijk te maken in het kader van het verplaatsen van het busstation naar de zuidzijde van het station.

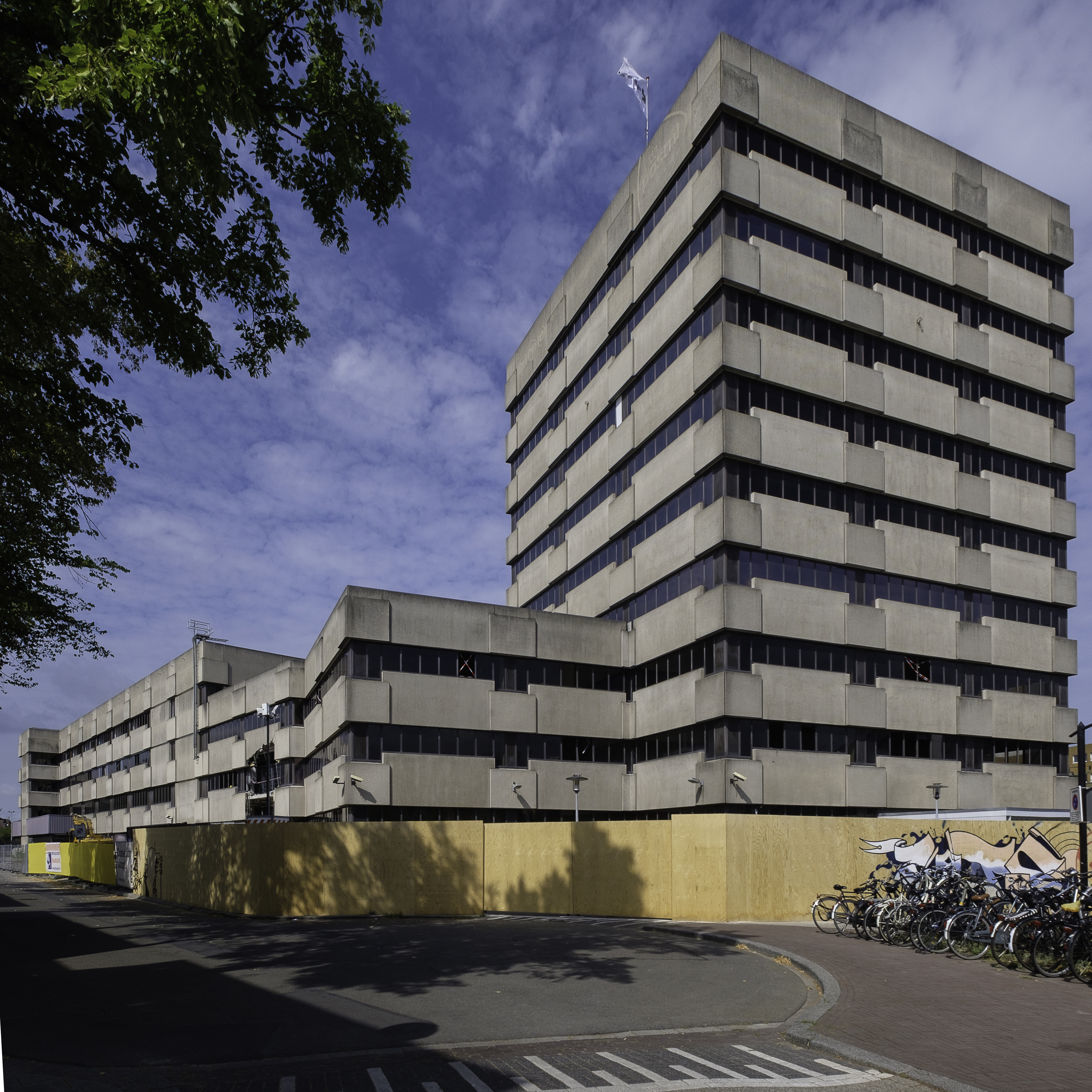
Zijaanzicht vanaf de Driehovenstraat tijdens de afbraak (2018)
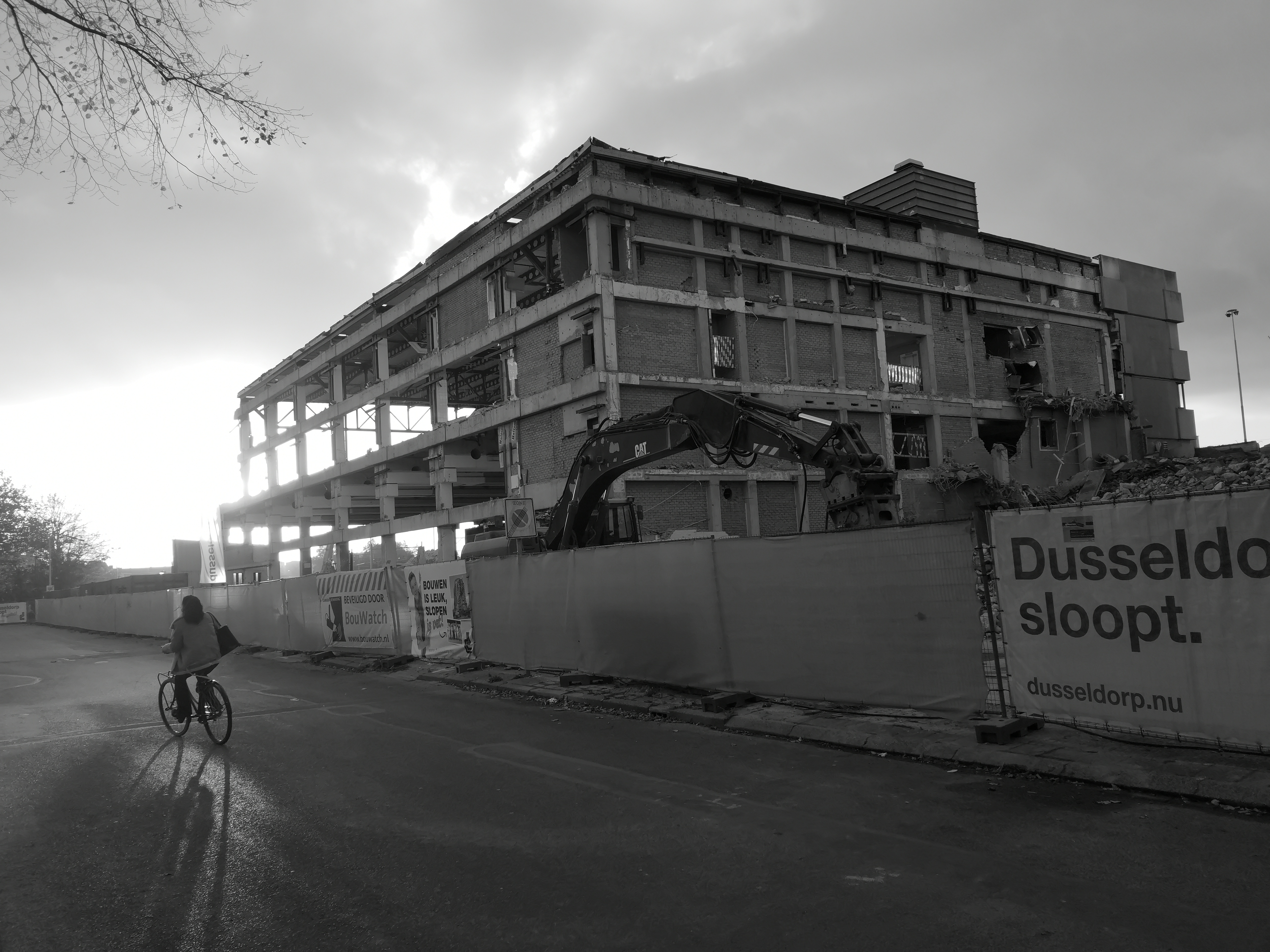
Sloopwerkzaamheden (2018)